# Risen
Risen é um jogo de RPG eletrônico de fantasia para um jogador. Foi criado pela empresa alemã Piranha Bytes, e publicado pela Deep Silver. A Piranha Bytes desenvolveu a versão para Windows, que foi lançada em 2 de outubro de 2009, juntamente com a versão europeia de Xbox 360. A versão de Xbox 360 foi terceirizada por uma equipe experiente sob a estreita supervisão da Piranha Bytes.

## Sequência
Uma sequência intitulada Risen 2: Dark Waters foi lançada em abril de 2012 pela Deep Silver e continua a história do primeiro jogo da série, se passando alguns anos após os acontecimentos de Risen.